# Qarun-meer
Het Qarun-meer (Arabisch: بحيرة قارون, Buḥairat Qārūn, ook wel Birket Qarun, بركة قارون, Birkat Qārūn en Birket Kerun genoemd) is een 230 km² groot meer in het noordoosten van Egypte. Bij de oude Egyptenaren stond het, toen grotere, meer bekend als Pa-yom, "het meer". In het Koptisch werd dit Phiom, waar de huidige naam van de Fajoem van afgeleid is. Griekse bronnen spreken van het Moëris-meer, waarschijnlijk van Egyptisch Mer-wer, "groot kanaal".
Het uitstroomvrije meer, dat 40 km lang, 5,7 km breed en gemiddeld 4,2 m diep is, ligt ten westen van de Nijl in het noordwesten van het endoreïsche Fajoembekken, waarin de van de Nijl aftakkende Bahr Yusuf voert, die het meer van water voorziet. Het meer bevindt zich in een depressie in het bekken, met zijn oevers ongeveer 45 meter onder zeeniveau. De diepte van het meer varieert van 5 meter in het oosten tot 12 meter in het westen.
Het meer heeft een hoog zoutgehalte vanwege de constante aanvoer van mineralen, hoge verdamping en het ontbreken van afwatering. Het zoutgehalte schommelde in 2003 tussen 2,4 en 45,0%, met een gemiddelde van 11,8%. De verdere vervuiling door rioolwater van de 2,5 miljoen inwoners van het bekken werd sindsdien verlicht door de bouw van een grote rioolwaterzuiveringsinstallatie.
Aan het meer ligt de steengroeveweg aan het Qarun-meer, die wordt beschouwd als de oudste bewaard gebleven steenweg ter wereld.

## Geschiedenis
Het Fajoembekken wordt uitsluitend van water voorzien door de Bahr Yusuf. Deze splitst zich nabij Assiut af van de hoofdtak van de Nijl. Ze bereikt het bekken door de Lahun-poort nabij Beni Suef, waar ze een reeks hoogtes doorsnijdt van ca. 80 m hoog.
Bij ieder hoogwater van de Nijl steeg het waterpeil in de depressie sterk, waarna het geleidelijk weer zakte. Hierdoor ontstond een uitgebreid moerasgebied, woonplaats van de krokodilgod Sobek. De enige nederzetting gebouwd in het centrum van de Fajoem voorafgaand aan het Middenrijk bevond zich op een plateau in het zuidoosten van de depressie: Sjedet, vanaf de Ptolemeïsche periode Arsinoë of Krokodilopolis genaamd, aan het einde van de tweede eeuw v.Chr. hernoemd Ptolemais Euergetis, nu bekend als al-Fayyūm, hoofdstad van de provincie.
Om landbouw mogelijk te maken moest de watertoevoer gereguleerd worden. Enerzijds moest het peil van het meer verlaagd worden, anderzijds moest er voldoende water zijn om de hierdoor ontstane landbouwgronden te irrigeren.

### Middenrijk
Tijdens de 12e dynastie (19e eeuw v.Chr.) liet Amenemhat III bij de ingang van de Fajoem twee sluizen bouwen om het op de moerassige Fajoem teruggewonnen land te beschermen tegen de overstroming van de Nijl. De ingang van de Fajoem bij de Lahun-poort wordt gekenmerkt door twee faraonische nederzettingen, Gurob in het zuiden en El-Lahun in het noorden. Tussen de twee zijn nog overblijfselen van twee dammen zichtbaar. Een daarvan overspande de kloof tussen de Bahr Yusuf en Gurob in het zuiden (de Bahlawan-dam), de andere liep parallel aan de Bahr Yusuf tussen het dorp El-Lahun en de hoogte van de piramide van Senoeseret II (de Gadallah-dam). Tijdens het Middenrijk blokkeerde de Gadallah-dam de stroom van de Bahr Yusuf naar het noorden. Een sluis, hoogstwaarschijnlijk bij het huidige dorp El-Lahun (in Ptolemeïsche en Romeinse tijd Ptolemais Hormou, de haven van de Ptolemaeën), leidde als hij gesloten was het water naar het westen en in de Fajoem-depressie, of als de sluis open was naar het noorden, in wat tegenwoordig het Magnuna-kanaal wordt genoemd.
De Bahlawan-dam lijkt uit de Ptolemeïsche periode te dateren, en kan als een extra hulpmiddel hebben gediend om de instroom in de depressie te reguleren.
De sluizen moeten in het oog springende constructies zijn geweest, want hun functionele architectuur werd later nog steeds bewonderd door Griekse reizigers. Het nieuwe waterbeheer stabiliseerde het meer tot een niveau tussen 17 en 20 m boven zeeniveau. Door de uitbreiding van de irrigatiekanalen kon de landbouwinfrastructuur worden verbeterd.

### Herodotus
De Griekse schrijver Herodotus beschreef in zijn Historiën (Boek 2, hoofdstuk 101, 149) tijdens zijn bezoek aan Egypte in ca. 425 v.Chr. een grote watervlakte, die hij het Moëris-meer noemde. Hij beschreef het als een kunstmatig meer, gegraven door een legendarische koning Moëris. Een farao met deze naam is echter niet bekend, en de naam komt waarschijnlijk van de Egyptische benaming mer-wer, "groot kanaal", van de Bahr Yusuf. 
Koning Moeris was bekend van zijn nagelaten monumenten: het noordelijke poortgebouw van de tempel van Hephaestus (grote tempel van Ptah) in Memphis, het meer dat op zijn bevel werd uitgegraven en de twee piramiden in dat meer. Het meer was nog wonderlijker dan het Egyptische labyrint. De omtrek was 60 schoenes of 3600 furlongs (724205 meter, 'gelijk de gehele lengte van Egypte aan de zeekust'). Het meer strekt zich uit in noord-zuidelijke richting en is op zijn diepst 50 vadem (91,5 m). Bijna in het midden staan twee piramiden, 50 vadem hoog boven het water en even diep onder water; dus in totaal 100 vadem (1 furlong of stadium) hoog. Ze zijn beide bekroond met een kolossaal beeld, gezeten op een troon. Het water van het meer komt via een kanaal van de rivier de Nijl. Zes maanden lang brengt de stroming het water in het meer en de volgende zes maanden stroomt het water van het meer in de rivier. Dan wordt er een talent zilver per dag voor de koninklijke schatkist opgevist, drie maal zoveel als wanneer het water het meer in stroomt.
De locatie van het door Herodotus beschreven meer was lange tijd onduidelijk. Hoewel het Qarun-meer aan de westelijke rand van de Fajoem al vroeg werd aangezien voor het Moërismeer, verwees Linant de Bellefonds (Mémoire sur le lac Moeris, 1842) het naar de zuidoostelijke hoek. Anderzijds gaf F. Cope Whitehouse, gebaseerd op de door Herodotus gegeven omtrek van het meer van 3.600 stadiën - waarvan Linant geloofde dat hij die moest beperken tot 360 - het Moërismeer een grotere omvang en ging uit van een uitbreiding naar het zuidwesten. Flinders Petrie nam toen de oude en waarschijnlijk correcte opvatting over dat het meer in de westelijke delta lag en dat het Qarun-meer een laatste overblijfsel was.

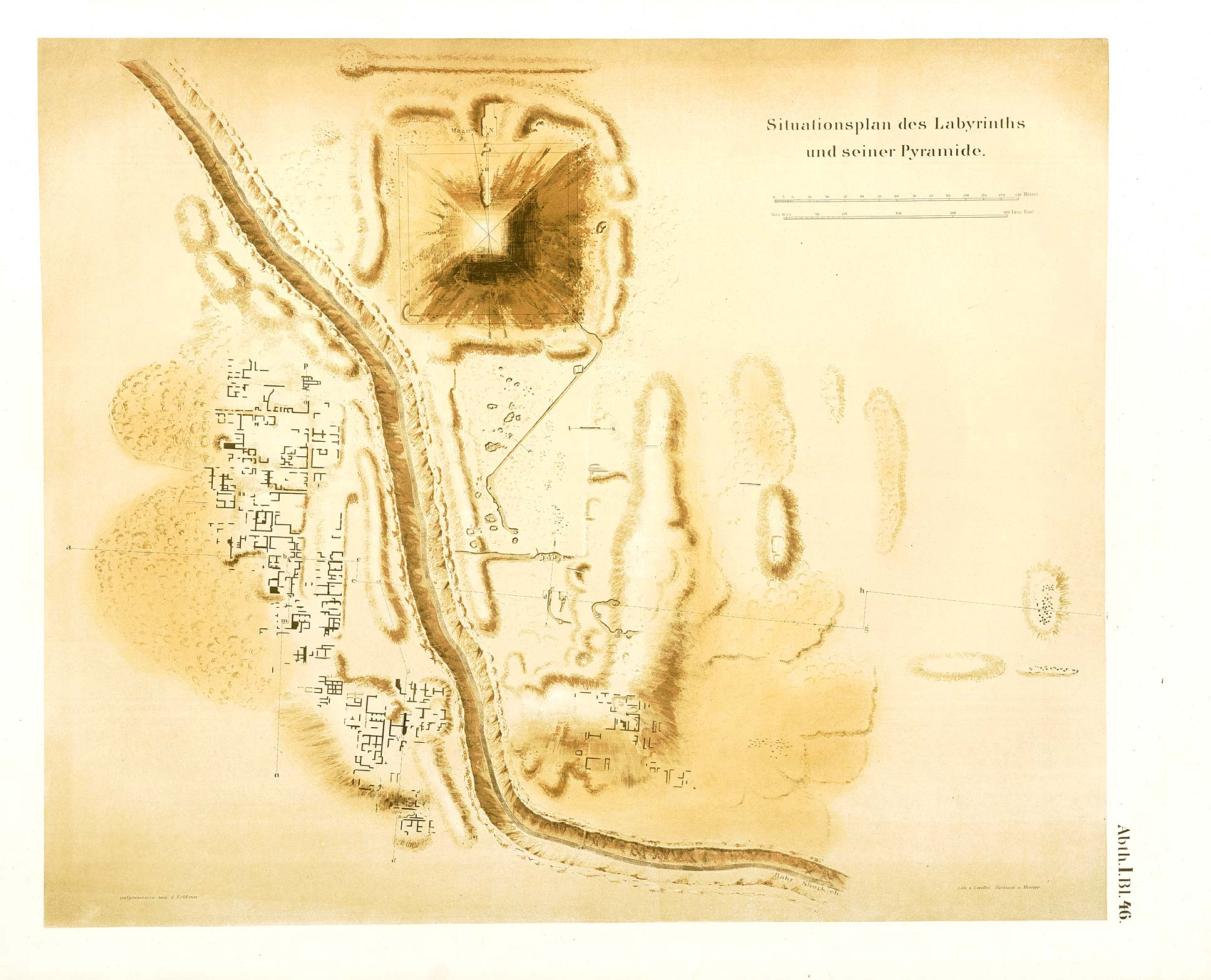
kaart met de piramide van Amenemhat III en het Labyrint

Strabo zei dat 100 stadiën (ongeveer 18 km) van het kanaal de stad Arsinoë lag, waar ook het "labyrint" zou zijn geweest. Dit was de dodentempel nabij de piramide van Amenemhat III in Hawara, ten zuidoosten van Arsinoë, dat in hiëroglifische spelling l-p-r-n-t wordt genoemd, wat tegenwoordig wordt geïnterpreteerd als lo-pe-ro-hoent ("paleis aan het meer"). Toen Herodotus de monumenten van Amenemhat III in Biahmu beschreef als in het midden van het meer staande, was hij daar duidelijk op bezoek toen het meer na de overstroming op zijn hoogtepunt was. In die tijd was het misschien ook mogelijk dat, zoals Herodotus beweerde te hebben gezien, een deel van het water van de depressie naar het Nijldal terug stroomde. De sedimenten in de Bahr Yusuf bij El-Lahun hadden zich nog niet opgestapeld tot het huidige niveau. Het lijkt echter ook mogelijk dat door de extreem langzame stroming in sommige kanalen de illusie ontstond dat het water naar de Bahr Yusuf stroomde, niet naar het meer.

### Ptolemeërs
Om de toestroom van Griekse kolonisten naar Egypte te verwerken werden door de Ptolemaeën maatregelen genomen om de hoeveelheid landbouwgrond te vergroten. Hierdoor kromp het meer van +20 tot -45 m onder zeeniveau, wat min of meer gelijk is aan haar huidige omvang.
Bij de Lahun-poort bouwden ze een dam ten westen van de Bahr Yusuf voordat deze de kloof ingaat. Ze hielden de noordelijke uitbreiding van de Bahr Yusuf richting Memphis in stand, met een sluis bij El-Lahun (Ptolemais Hormou, de haven van de Ptolemaeën). Hier vond de overslag van grotere op kleinere boten plaats, voor transport verder de Fajoem in.
Het grootste probleem bestond uit twee ravijnen die vanaf het punt waar de Bahr Yusuf de Fajoem binnenkwam het water direct naar het meer afvoerden: een noordelijke (de Bats-afvoer) en een zuidelijke (de Wadi-afvoer). Zonder maatregelen stroomden enorme watermassa's rechtstreeks van de Bahr Yusuf de ravijnen in en verder naar het meer, zonder enig voordeel voor de landbouw en het meer vergrotend. Om dit te voorkomen bouwden de Ptolemaeën zware dammen.
Aan het begin van de Wadi-afvoer werd een 9 km lange dam gebouwd. Een nieuw kanaal, tegenwoordig "Bahr Qasr el-Banat" genoemd, leidde het water van daar naar de noordwestelijke Fajoem, waar nieuwe landbouwgrond werd gewonnen, met de dorpen Theadelphia, Philoteris en Dionysias. Ook bij het beginpunt van de Bats-afvoer wierpen ze een dijk op. Door een ander kanaal, de huidige Bahr Wardan, werd het water verder naar het noordoosten en rond de noordelijke rand van de Fajoem geleid.